# Дневник будуће председнице
Дневник будуће председнице (енгл. Diary of a Future President) је америчка хумористичка веб-телевизијска серија ауторке Илијане Пене чија је премијера била 17. јануара 2020. године на стриминг услузи Disney+. Џина Родригез ради као извршни проуцент преко свог предузећа I Can & I Will Productions, која продуцира серију у асоцијацији са CBS Television Studios. Робин Шор ради као шоуранер серије заједно са додатним извршним продуцентима Пеновом и Емили Гибсон.

## Радња
Елена је дванаестогодишња кубано-американка која похађа средњу школу и мора се пробити кроз личне и друштвене притиске адолесценције. Пренесена кроз Еленину нарацију која је записана у њеном дневнику, серија прати дневне догађаје из њеног живота и њене интеракције са пријатељима и породицом. Живи са старијим братом Бобијем и мајком Геби, која развија нову везу са Семом, адвокатом из њене фирме. Елена има снажну жељу да постане председница Сједињених Америчких Држава, што се кроз флешфорворд види у њеној политичкој кампањи као пунолетна особа.